# Monasterio de San Pedro (Tenorio)

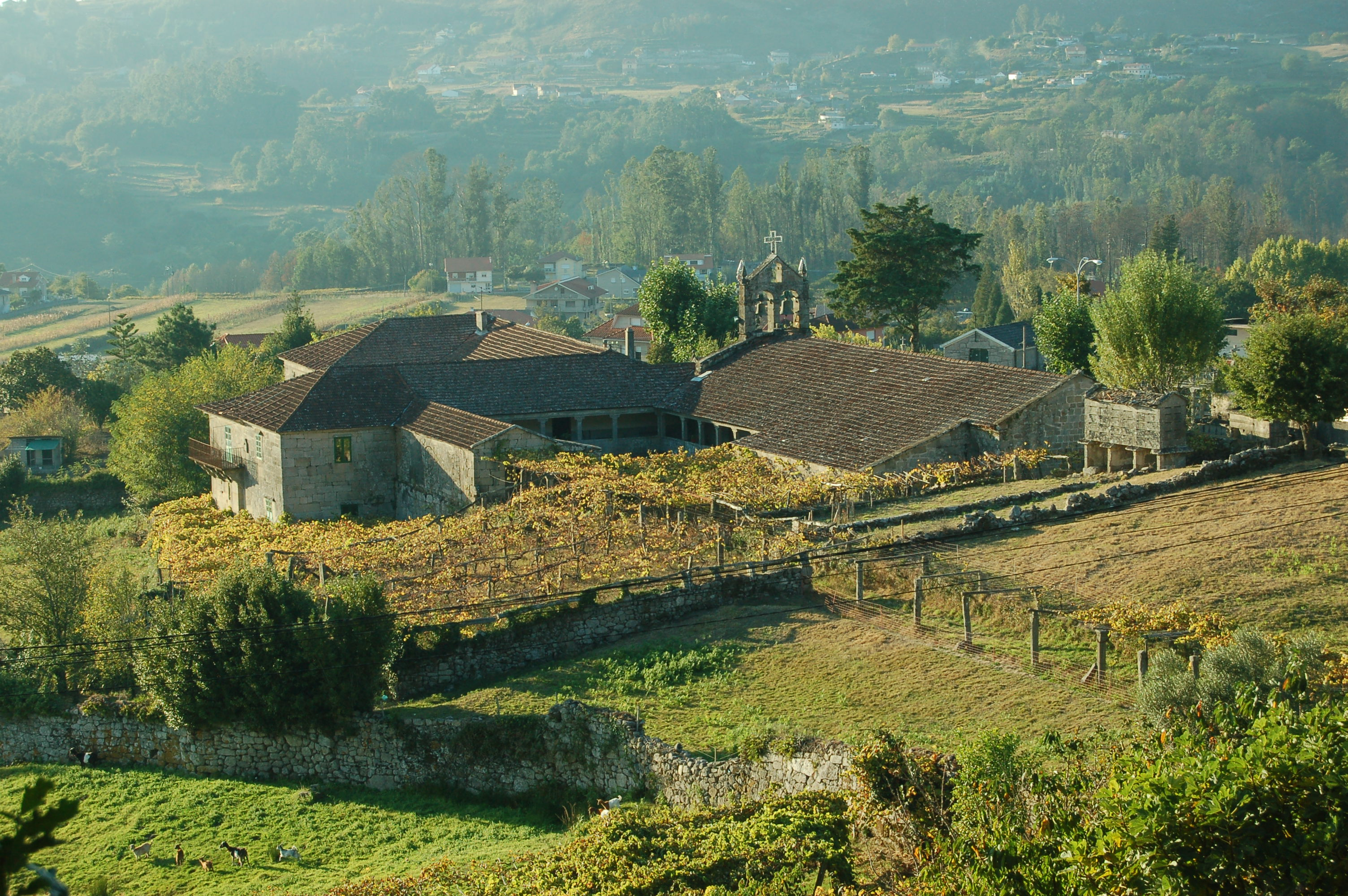
Vista general del monasterio y la iglesia.

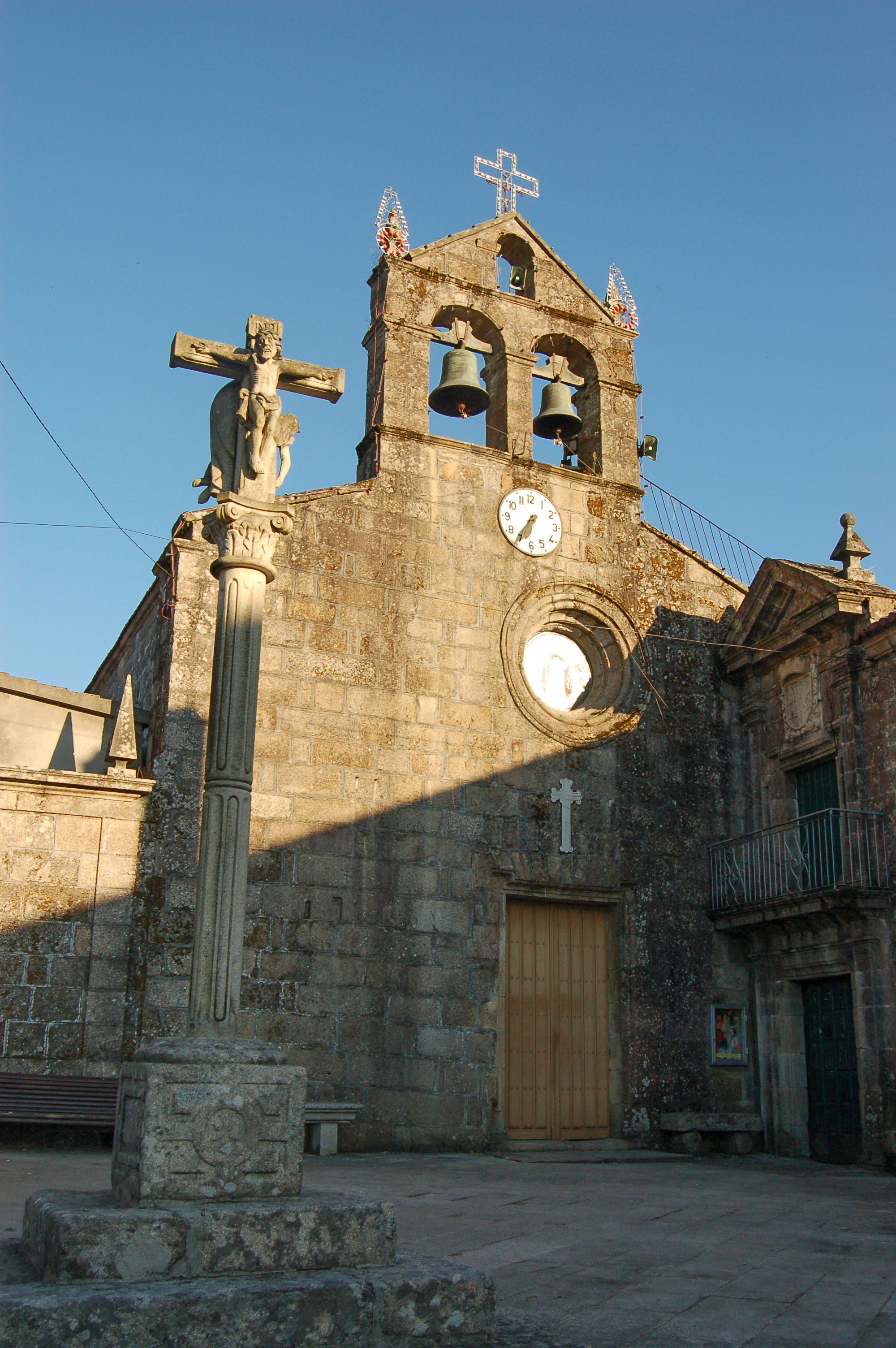
Fachada de la iglesia.

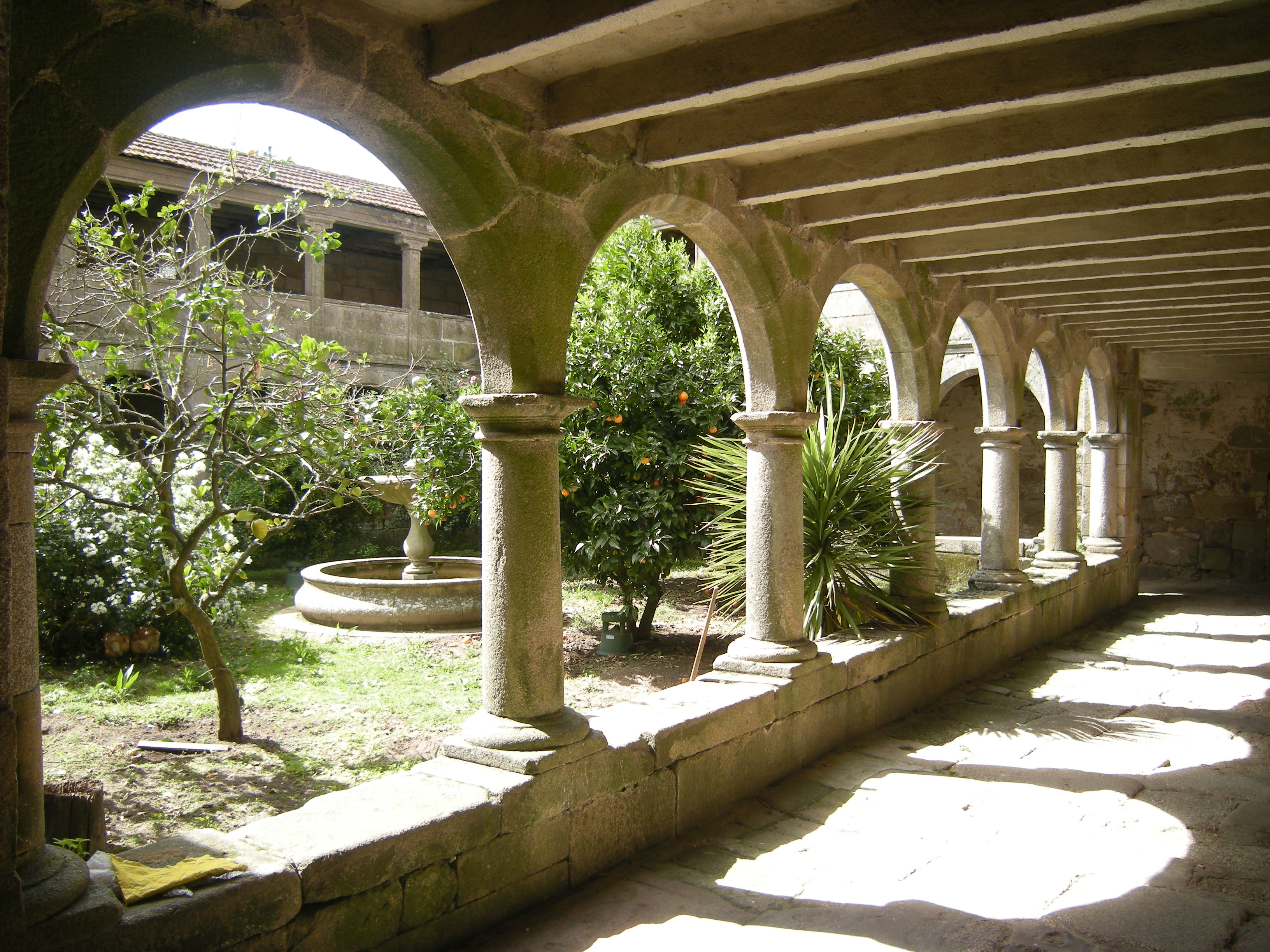
Claustro del monasterio.

El monasterio de San Pedro de Tenorio es un monasterio medieval español situado en la parroquia de Tenorio del municipio de Cotobade, provincia de Pontevedra, Galicia.

## Historia
Algunos autores establecen su primera fundación en el siglo X. La primera referencia al monasterio aparece en un documento del monasterio de Lérez de 1073, en que el abad de Tenorio aparece como confirmatario.
A finales del siglo XV Pedro Madruga cambia el abad de Tenorio por un monje del monasterio de Lérez, lo que causa el abandono del monasterio por parte de los monjes, que no acataron el nombramiento. Posteriormente fue empleado como refugio por los guerrilleros durante la Guerra de Independencia y resultó parcialmente destruido al ser incendiado por el ejército francés. El abandono definitivo se produjo tras la desamortización de Mendizabal.

## Arquitectura
De la antigua arquitectura románica del monasterio de la orden benedictina solamente se conserva la esquina suroeste de la iglesia junto con algunas piezas como el Agnus Dei o un rosetón en la fachada, actualmente un óculo. Ángel del Castillo señala la existencia de una inscripción del siglo XIII que en la actualidad resulta ilegible.
Cuenta con una iglesia barroca del siglo XVIII, construida sobre otra anterior, probablemente románica a juzgar por la estructura de la bóveda y la forma de algunas ventanas tapiadas. Posiblemente esta iglesia primitiva perteneciese al monasterio fundado por los benedictinos.
La fachada de la iglesia cuenta con una puerta con dintel, debajo de una cruz con rosetón.
El altar mayor, de 1702, tiene un retablo policromado con las imágenes de San Pedro, la Inmaculada y Cristo Rey. Fue diseñado posiblemente por Domingo Rodríguez de Pazos. A la derecha de la nave hay un altar con la Sagrada Familia y la Virgen del carmen. También hay altares dedicados a San Antonio y San Cristóbal. En el lado izquierdo hay un púlpito y figuras de la Virgen del Rosario con el Niño, San Roque y la Virgen de los Dolores con las Ánimas del Purgatorio.
El claustro del monasterio, del siglo XVI, tiene dos alturas y tres alas que recuerdan a las del monasterio del Lérez. De planta rectangular, es de estilo barroco clásico, compuesto por arcos semicirculares que se apoyan sobre columnas exentas sobre un podio corrido.
En el atrio hay un crucero con base de tres escalones. El fuste es estriado y en el capitel están en un lado la Virgen y el Niño y en el otro Cristo crucificado.
Cerca del lugar se encuentran los restos de una fortaleza medieval.